# فيرنر هينكه
كان فيرنر هينكه (13 مايو 1909 - 15 يونيو 1944) قبطاناً للغواصة يو-515 خلال معركة الأطلنطي في الحرب العالمية الثانية، التي أغرقتها وحدة المهام الأمريكية 22.3 تحت قيادة دانيل في جاليري في 9 أبريل 1944. حيث أُسرّ هينكه مع 40 من طاقمه. وقد قُتل بالرصاص لدى محاولته الهرب من مركز استجواب أسرى الحرب في فورت هانت، فيرجينيا بالولايات المتحدة.

## النشأة وسيرته البحرية
نشأ هينكه في قرية روداك الصغيرة الواقعة خارج مدينة تورون مباشرة. وعندما أصبحت تورون جزءاً من بولندا عام 1920، انتقلت عائلته إلى تسيله في مقاطعة هانوفر. وبعد عدة سنوات قضاها في البحرية التجارية، انضم هينكه إلى الرايخسمارينه (بحرية الرايخ) في أبريل 1934.
التحق هينكه بالأكاديمية البحرية في مورفيك وخدم على السفينة الحربية الطراد الألماني الأدميرال شير طراد فئة دويتشلاند. وقد قضى أسبوعاً واحداً فقط في دراسة حرب الغواصات-يو ضمن فترة تدريب استمرت خمس سنوات. ثم قضى ما يقرب من عامين متمركزاً في القاعدة البحرية في بيلاو (حالياً بالتييسك) بداية من عام 1937. وفي مايو 1939 جرى تكليفه بالعمل على السفينة الحربية شليسفيغ هولشتاين، حيث شارك في الطلقات الأولى من الحرب العالمية الثانية خلال معركة فيستربلات.
وفي أبريل 1940، بدأ التدريب لمدة ستة أسابيع في مدرسة غواصات-يو في نوياشتات اين هل اشتاين. وقبل إكماله لهذا التدريب، أُدين بالفرار من الخدمة وأُرسلّ إلى وحدة عقابية. وفي نوفمبر، كُلفً بالعمل في الغواصة يو-124.

## الغواصة يو-515

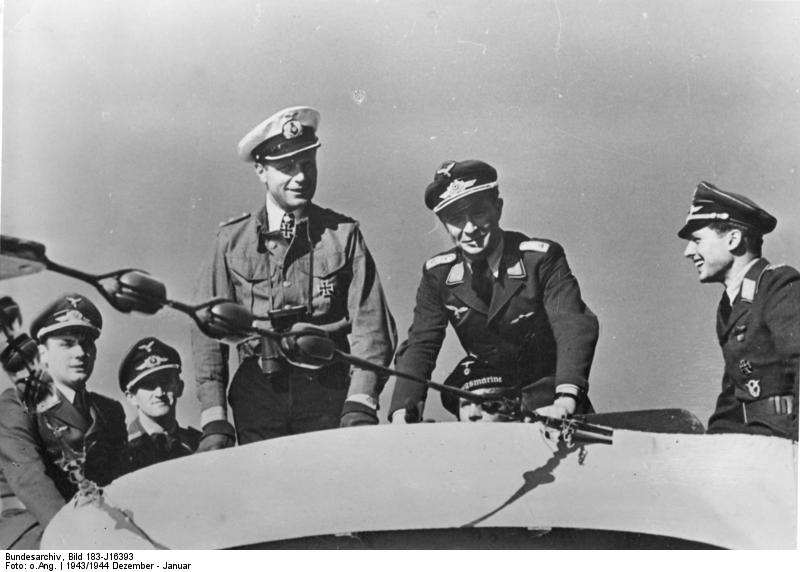
هينكه (الثالث من اليمين) مع بعض طياري اللوفتفافه على متن إحدى غواصات-يو

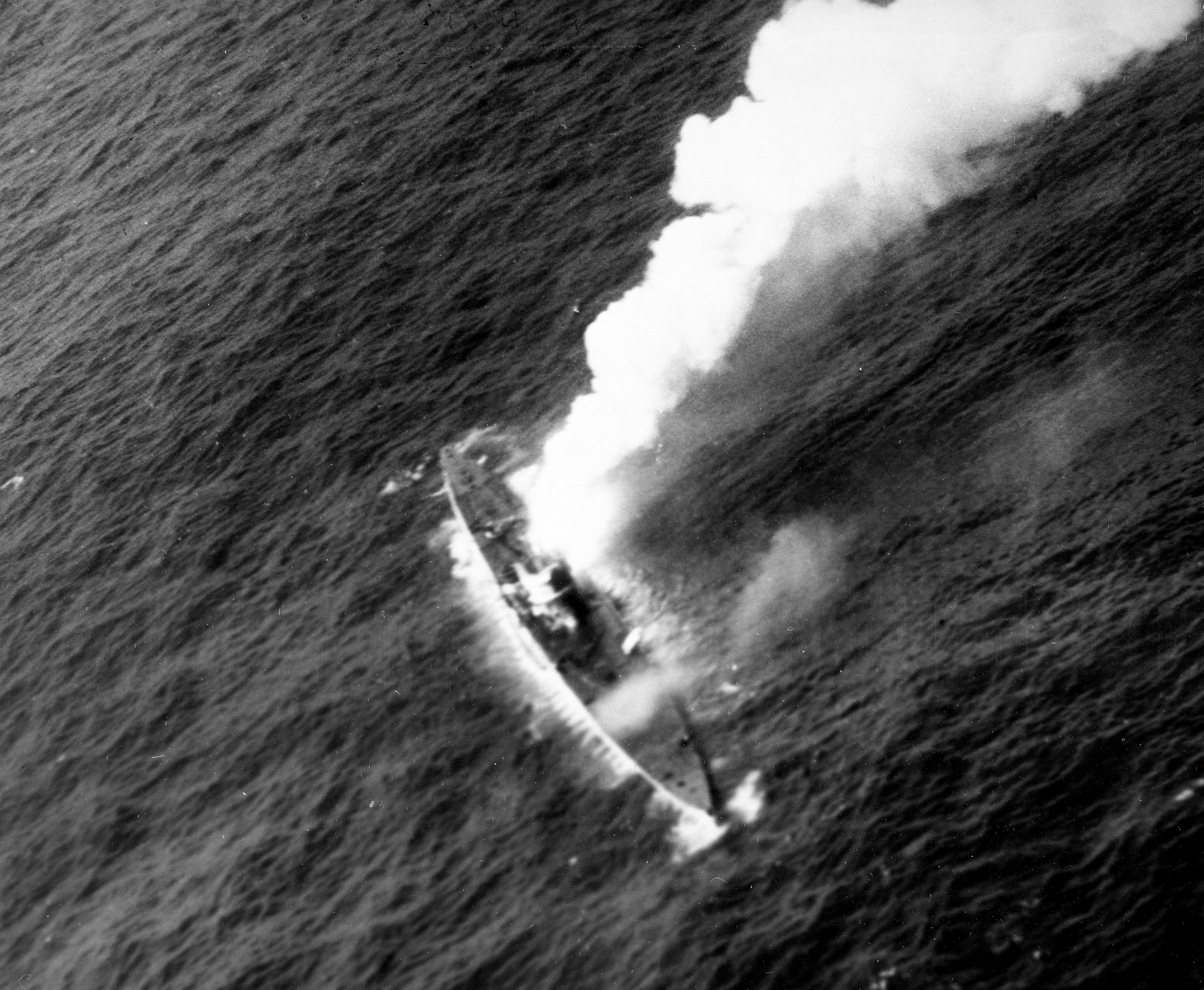
الغواصة يو-515 بعد إصابتها وصعودها على السطح ثم غرقها، 9 أبريل 1944

في نوفمبر 1941، أُرسلّ هينكه إلى مدرسة قادة الغواصات. وفي 21 فبراير 1942 كُلفّ بقيادة الغواصة يو-515.
أُسرّ هينكه عندما غرقت الغواصة يو-515 في الساعة 15:10، 9 أبريل 1944، وسط المحيط الأطلسي شمال جزيرة ماديرا عند 34°35′N 19°18′W / 34.583°N 19.300°W بواسطة قنابل من حاملة الطائرات الأمريكية يو إس إس جوادالكانال وقنابل أعماق من المدمرات المرافقة لها؛ يو إس إس بوب، يو إس إس بيلسبري، يو إس إس شاتيلين ويو إس إس فلاهيرتي. وقد أُجليّ 40 من الناجين إلى متن هذه السفن الحربية.

## ملخص مسيرته البحرية

### السفن التي هاجمها
| التاريخ        | الاسم                | الجنسية                    | الحمولة بالطن (GRT) | مصيرها      | الخسائر البشرية |
| -------------- | -------------------- | -------------------------- | ------------------- | ----------- | --------------- |
| 12 سبتمبر 1942 | ستانفاك ملبورن ‏      | بنما                       | 10,013              | غرقت        | قُتل شخص واحد    |
| 12 سبتمبر 1942 | فوينسدرخت            | هولندا                     | 4,668               | خسارة كاملة | قُتل شخص واحد    |
| 13 سبتمبر 1942 | نيمبا                | بنما                       | 1,854               | غرقت        | قُتل 20 شخصاً     |
| 13 سبتمبر 1942 | أوشان فانجارد        | المملكة المتحدة            | 7,174               | غرقت        | قُتل 11 شخصاً     |
| 14 سبتمبر 1942 | هاربروف              | المملكة المتحدة            | 5,415               | غرقت        | قُتل 5 أشخاص     |
| 15 سبتمبر 1942 | سورهولت              | النرويج                    | 4,801               | غرقت        | قُتل 7 أشخاص     |
| 17 سبتمبر 1942 | ماي                  | الولايات المتحدة           | 5,607               | غرقت        | قُتل شخص واحد    |
| 20 سبتمبر 1942 | رييدبول              | المملكة المتحدة            | 4,838               | غرقت        | قُتل 5 أشخاص     |
| 23 سبتمبر 1942 | أنطونيوس             | الولايات المتحدة           | 6,034               | تضررت       |                 |
| 23 سبتمبر 1942 | ليندفانجن            | النرويج                    | 2,412               | غرقت        | قُتل 15 شخص      |
| 12سبتمبر 1942  | إتش أم إس هيكلا ‏     | البحرية الملكية البريطانية | 10,850              | غرقت        | قُتل 283 شخص     |
| 12 نوفمبر 1942 | إتش إم إس مارن       | البحرية الملكية البريطانية | 1,920               | تضررت       |                 |
| 7 ديسمبر 1942  | سيراميك              | المملكة المتحدة            | 18,713              | غرقت        | قُتل 656 شخص     |
| 4 مارس 1943    | كاليفورنيا ستار ‏     | المملكة المتحدة            | 8,300               | غرقت        | قُتل 50 شخص      |
| 9 أبريل 1943   | باماكو               | فرنسا الحرة                | 2,397               | غرقت        | قُتل 6           |
| 30 أبريل 1943  | بندر شهبور           | المملكة المتحدة            | 5,236               | غرقت        | قُتل شخص واحد    |
| 30 أبريل 1943  | كورابيلا             | المملكة المتحدة            | 5,682               | غرقت        | قُتل 9 أشخاص     |
| 30 أبريل 1943  | كوتا تاجندي          | هولندا                     | 7,295               | غرقت        | قُتل 9 أشخاص     |
| 30 أبريل 1943  | ناجينا               | المملكة المتحدة            | 6,551               | غرقت        | قُتل شخصان       |
| 1 مايو 1943    | سيتي أوف سينغابور ‏   | المملكة المتحدة            | 6,555               | غرقت        |                 |
| 1 مايو 1943    | كلان ماكفيرسون ‏      | المملكة المتحدة            | 6,940               | غرقت        | قُتل 4 أشخاص     |
| 1 مايو 1943    | موكامبو              | بلجيكا                     | 4,966               | غرقت        |                 |
| 9 مايو 1943    | كورنفيل              | النرويج                    | 4,554               | غرقت        |                 |
| 18 مايو 1943   | إتش إم إس تشانتيكلير | البحرية الملكية البريطانية | 1,350               | خسارة كاملة |                 |
| 17 ديسمبر 1943 | كينجسورد             | المملكة المتحدة            | 5,080               | غرقت        |                 |
| 20 ديسمبر 1943 | فيميوس               | المملكة المتحدة            | 7,406               | غرقت        | قُتل 23 شخص      |
| 24 ديسمبر 1943 | دومانا               | المملكة المتحدة            | 8,427               | غرقت        | قُتل 39 شخص      |